# Salvador Esteve
Salvador Esteve Figueras (Martorell, 29 de abril de 1945) es un político español, presidente de la Diputación de Barcelona entre 2011 y 2015, presidente de la Asociación Catalana de Municipios desde 2007 hasta 2011 y alcalde de Martorell entre 1987 y 2003 y desde 2007 hasta 2015. 

## Biografía
Afiliado a Convergencia Democrática de Cataluña desde 1977, fue elegido concejal en el Ayuntamiento de Martorell en 1979 hasta 1984. En 1987 fue elegido alcalde de la ciudad hasta 2003 ganando cuatro elecciones consecutivas. Perdió la alcaldía en 2003 frente Dora Ramón del PSC aunque ganara las elecciones. En 2007 volvió a ganar las elecciones y en 2011 igual siendo nombrado a su vez, presidente de la Diputación de Barcelona. 
Para las elecciones municipales de 2015 no se presenta como candidato, pero si cerrando la lista electoral, y el 13 de junio de 2015 cesa como alcalde de Martorell, siendo sucedido por el cabeza de lista por CiU Xavier Fonollosa i Comas. Un mes después abandona la Presidencia de la Diputación de Barcelona con la elección de su sucesora, del PSOE, Mercè Conesa.
Mientras hacia política municipal, fue diputado del Parlamento de Cataluña por la provincia de Barcelona entre 1992 y 2003.